# Germán Leguía
Germán Carlos Leguía Dragó (ur. 2 stycznia 1954 w Limie) – piłkarz peruwiański grający na pozycji pomocnika.

## Kariera klubowa
Karierę piłkarską Leguía rozpoczął w rodzinnej Limie, w tamtejszym klubie Municipal Lima. W 1976 roku zadebiutował w jego barwach w peruwiańskiej Primera División. Po 2 latach gry w Municipalu zmienił klub i odszedł do Universitario Lima. W 1982 roku osiągnął z Universitario pierwszy sukces w karierze, gdy wywalczył mistrzostwo Peru.
W 1983 roku Leguía wyjechał do Europy i został piłkarzem hiszpańskiego Elche CF. Po roku gry w Primera División przeszedł do 1. FC Köln, ale nie wywalczył w nim miejsca w składzie i w 1986 roku został zawodnikiem KSK Beveren z Belgii. Ostatnim klubem europejskim w karierze Peruwiańczyka było SC Farense z Portugalii.
W 1988 roku Leguía został piłkarzem ekwadorskiej Macará Ambato, a rok później grał w Aucas Quito. W 1990 roku wrócił do Peru i grał tam w zespołach Universitario Lima (mistrzostwo Peru), a w 1991 roku w Sport Boys Callao, w którym zakończył karierę.

## Kariera reprezentacyjna
W reprezentacji Peru Leguía zadebiutował 19 marca 1978 w przegranym 1:2 towarzyskim meczu z Argentyną. W 1978 roku był w kadrze Peru na Mistrzostwach Świata w Argentynie. Był rezerwowym i nie rozegrał żadnego spotkania. W 1982 roku został powołany przez selekcjonera Tima do kadry na Mistrzostwa Świata w Hiszpanii. Tam był podstawowym zawodnikiem Peru i zagrał w 3 meczach: z Kamerunem (0:0), z Włochami (1:1) i z Polską (1:5). W swojej karierze wystąpił także na Copa América 1979 i 1983. Od 1978 do 1983 roku rozegrał w kadrze narodowej 31 meczów i strzelił 3 gole.